# Mare de Déu del Carme de Tivenys
La Mare de Déu del Carme de Tivenys és una antiga església de Tivenys (Baix Ebre) inclosa en l'Inventari del Patrimoni Arquitectònic de Catalunya. És de propietat privada.

## Descripció
Arribà a l'estat de runa. Li arribà a faltar tota la coberta, que va enfonsar-se i era de teula, a dos vessants. És una mena de rèplica, en petit, de l'església parroquial.
És una obra de maçoneria, amb ornaments d'arrebossat i estucats a l'interior (en queden restes). La porta presenta un arc rebaixat, amb una motllura a sobre representant la Mare de Déu. El capcer de la façana, amb motllures curvilínies, és coronat per una espadanya en rajola, centrada, sobre l'eix de la porta.
El mur esquerre presenta un gran contrafort en la seva part central. L'interior, de planta rectangular, presenta falses pilastres d'ordre compost adossades a la paret i una cornisa perimetral, a partir de la qual arrencava la volta, ara totalment enfonsada. Hi havia un cor sobre l'entrada, del qual encara restaven les escales d'accés. A la dreta de l'ermita, s'alça una casa de tres plantes amb golfes obertes, de maçoneria.

## Història
En la placa de la façana es llegeix: "Año 1793". És contemporània de l'església parroquial del poble, acabada l'any 1794. Això, i el fet que els elements decoratius del capcer i de l'interior de la nau siguin una rèplica dels d'aquella, fa pensar que és degut al mateix arquitecte.
L'any 1910 encara tenia teulada i campana.
D'ençà de 2022 un particular l'ha reconstruït, juntament amb l'habitatge annex.